# Igor Novikov (schaker)

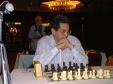
Igor Novikov (foto: worldopen.com)

Igor Aleksandrovitsj Novikov (Russisch: Игорь Александрович Новиков; Oekraïens: Ігор Олександрович Новіков, Ihor Oleksandrowytsch Nowikow) (Charkov, 23 mei 1962) is een Oekraïens-Amerikaans schaker. Hij is sinds 1990 een grootmeester (GM). In juli 1999 behaalde hij de Elo-rating 2614. 
Zeven keer stond hij, in de periode 2000 - 2003, op de FIDE-lijst van de top 100 spelers ter wereld.

## Resultaten
- Novikov won in 1989, gedeeld met Gennadi Koezmin, het kampioenschap van Oekraïne.
- Hij werd gedeeld eerste op het Chicago Open in 1998 en in 2005.
- Hij werd gedeeld eerste op het World Open in 1999.
- Hij werd gedeeld eerste op het Foxwoods Open in 1999 en in 2001.
- In de VS werd hij eerste op het New York Smartchess International I en II (2001).[2]
- In 2002 woonde hij in Brooklyn en won hij het kampioenschap van de Marshall Chess Club.[3]
- In 2003 won hij het 20e Sands Regency Western States Open en het National Chess Congress.
- In won hij het GM-invitatietoernooi "UTD" in 2004.
- Op het 32e World open dat van 30 juni t/m 4 juli 2004 in het Adams Mark Hotel in Philadelphia werd gespeeld werd, haalden negen grootmeesters zeven punten. Na de tie-break werd Novikov zevende.

## Nationale teams
In 1985 nam hij met het team van de Sovjet-Unie deel aan het wereldkampioenschap voor jongeren tot 26 jaar. Het team won de gouden medaille en Novikov won een individuele gouden medaille voor zijn score aan het vierde bord.
Novikov nam drie keer deel aan een Schaakolympiade: in 1992 en 1996 in het Oekraïense team en in 2004 met het team van de VS. Zijn beste resultaat daarbij was een tweede plaats met het team, in 1996.
Aan het Wereldkampioenschap schaken voor landenteams nam hij in 1997 deel met Oekraïne en in 2005 met de VS.
Zijn enige deelname aan het Europees schaakkampioenschap voor landenteams was in 1992 met het Oekraïense team, dat als tweede eindigde.
Novikov was in 2019 lid van het team van de VS bij het Wereldkampioenschap voor Seniorenteams, in de 50+ sectie. Ook in 2020 was hij lid van het team.

## Trainer
Novikov is ook een trainer. In 1988 gaf hij in Oekraïne, samen met Internationaal Meester Igor Foygel, training aan het nationale team van spelers tot 21 jaar.
Later gaf hij training aan onder andere de grootmeesters Irina Krush en Alex Lenderman.

## Schaakverenigingen
Novikov speelde in Oekraïne voor Donbas Altschewsk, waarmee hij in 1993 ook deelnam aan de European Club Cup. In de Oostenrijkse competitie speelde hij vanaf seizoen 1993/94 voor SK Merkur Versicherung Graz, waarmee hij in 1996 en 1997 deelnam aan de European Club Cup. In 1999 nam Novikov met de Hongaarse vereniging van Miskolci SSC deel aan de European Club Cup, in 2000 en in 2001 werd hij met deze vereniging kampioen van Hongarije.